# Postgrunge
Postgrunge is een stijl van rockmuziek die in de jaren 90 voortvloeide uit grunge. Bij postgrunge wordt het hevige gitaargeluid van grunge overgenomen, maar worden de eigenzinnige en tegendraadse ambities van grunge vervangen door een gepolijst, commercieel en toegankelijk geluid.

## Geschiedenis
In het begin van de jaren 90 bestormden grungegroepen als Nirvana, Pearl Jam, Soundgarden, Stone Temple Pilots en Alice in Chains de hitlijsten. Om een slaatje uit de trend te slaan gingen platenmaatschappijen op zoek naar groepen met een gelijkaardig geluid, zoals Bush, Candlebox en Collective Soul. De term postgrunge werd aanvankelijk voor deze groepen gebruikt als een pejoratief, omdat de beweging werd beschouwd als een voorgebakken, cynische reactie op een legitieme stijlverschuiving in de rockmuziek. Aan het eind van de jaren 90 dreigde postgrunge overschaduwd te worden door de toenemende populariteit van alternatieve metal en raprock, maar het genre kreeg aan het begin van het nieuwe millennium een opleving door een nieuwe golf van postgrungegroepen als 3 Doors Down, Breaking Benjamin, Creed, Foo Fighters, Matchbox Twenty, Nickelback, Puddle of Mudd, Shinedown, Seether en Three Days Grace.